# Dwór w Żukowie
Dwór w Żukowie – zabytkowy dwór w Żukowie w gminie Grodzisk Mazowiecki.
Nie jest znana dokładna data wybudowania dworu, pierwsze wzmianki na jego temat pochodzą z przełomu XIX i XX wieku, kiedy to należał do rodziny Bolechowskich. Ok. 1900 został otoczony parkiem zaprojektowanym przez Waleriana Kronenberga. Z czasem park uległ znaczącym zniszczeniom, co miało związek z wykorzystywaniem części jego terenu pod budownictwo mieszkaniowe i rolnictwo. W 2005 dwór został uszkodzony przez pożar, po którym konieczna była odbudowa dachu.
W sierpniu 1979 r. dwór i park zostały wpisane do rejestru zabytków pod numerem A-985. Kompleks pozostaje w rękach prywatnych, dwór służy jako budynek mieszkalny.